# Lanna

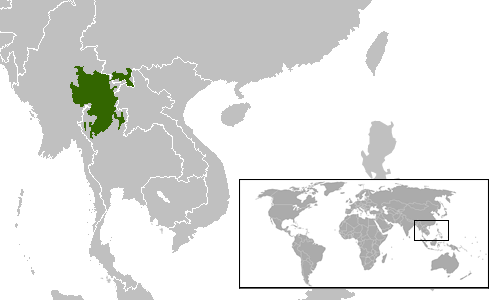
Położenie królestwa Lanna

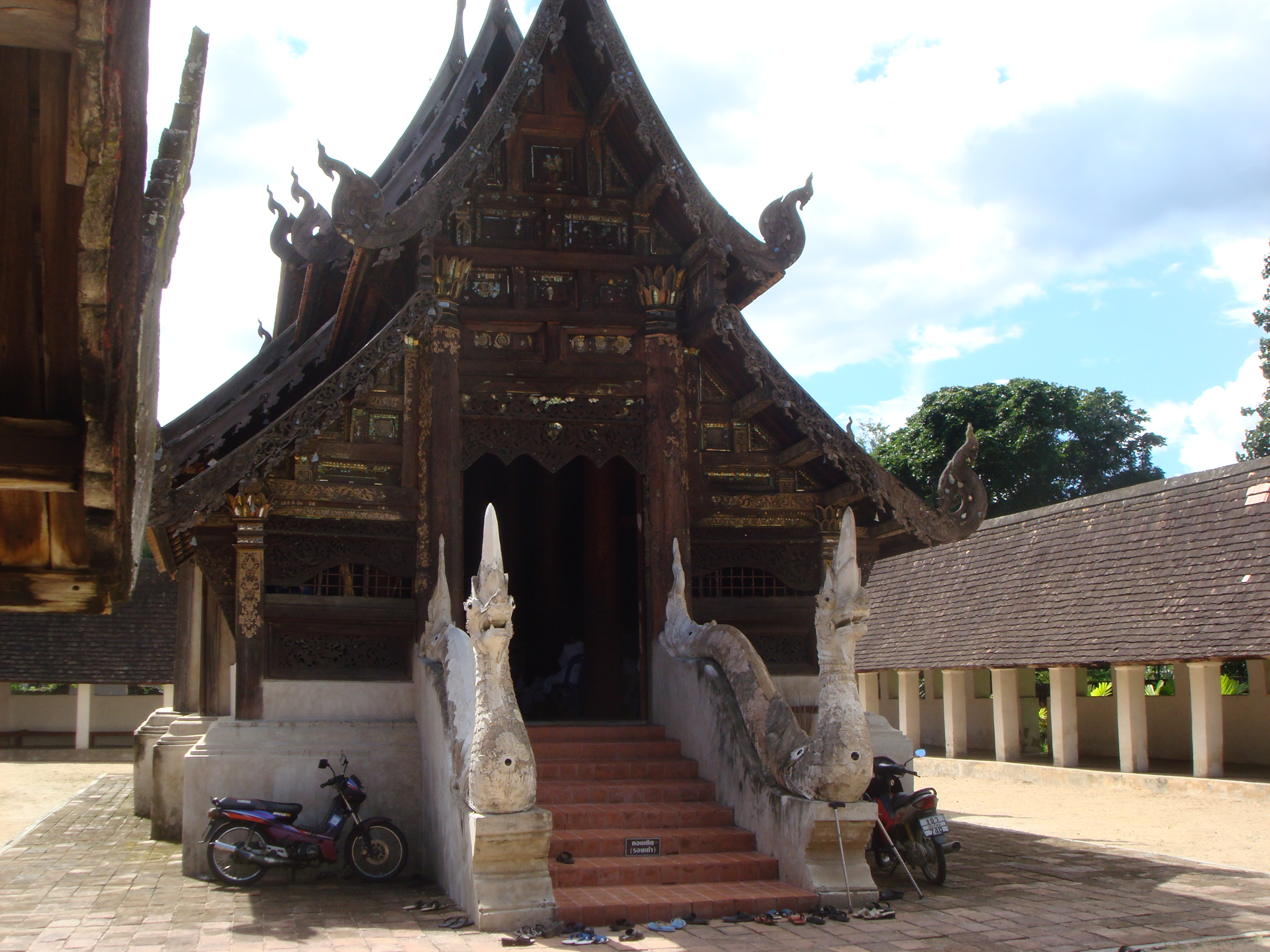
Wat Ton Khwen – tradycyjna architektura drewniana w stylu lannajskim

Lanna, Królestwo Lanna (taj. อาณาจักรล้านนา, dosł. „Królestwo miliona pól ryżowych”) – dawne królestwo położone na terenie obecnej północnej Tajlandii, istniejące od XIII do XVIII w. Jego pierwszy władca, Mangrai, opanował również niektóre regiony Birmy. W XVI w. królestwo Lanna prowadziło długotrwałe wojny obronne z sąsiednim tajskim królestwem Ayutthaya, wykorzystując naturalną barierę w postaci pasm górskich. Państwo popadło jednak w zależność od Birmy. W roku 1774 wyzwolono kraj spod panowania birmańskiego, lecz stał się on z kolei wasalem Syjamu. W XIX w. Lanna posiadała pewną autonomię.